# Браудер, Феликс
Феликс Эрл Браудер (англ. Felix Earl Browder; 31 июля 1927, Москва, РСФСР — 10 декабря 2016, Принстон, Нью-Джерси, США) — американский математик, специалист в области нелинейного функционального анализа. Профессор Ратгерского и ранее Чикагского университетов, член Национальной академии наук США, удостоен Национальной научной медали (1999).

## Биография
Сын коммуниста Эрла Браудера, который в 1920-е годы жил в СССР, и Раисы Беркман (1897—1955) — еврейки из Ленинграда, выпускницы юридического факультета Петроградского университета, на которой Эрл Браудер женился в 1926 году. Два его брата также стали математиками.
Рассказывают, что уже с пятилетнего возраста Феликс читал не менее книги в день.
Впоследствии его личная библиотека насчитывала более 35 тысяч томов.
В 1944 году он поступил в Массачусетский технологический институт и окончил его всего за два года, в 1946 году.
Затем поступил в Принстонский университет, где получил степени магистра (1947) и, когда ему было всего двадцать, доктора философии (1948), занимался под началом Соломона Лефшеца.
С того же года преподаёт в Массачусетском технологическом институте, с 1951 года — в Бостонском университете. В 1953—1955 годах служил в армии.
Затем преподавал в Брандейском, Йельском, Чикагском университетах в должности профессора; в 1971—1976 и 1979—1985 годах — заведующий кафедрой математики Чикагского университета. С 1986 года в отставке, однако стал профессором Ратгерского университета и являлся его вице-президентом по исследованиям в 1986—1991 годах.
В 1999—2000 годах — президент Американского математического общества.
Член Национальной академии наук США (1973) и Американской академии искусств и наук (1959).
Почётный доктор университета Пьера и Марии Кюри (1990).
В 1949 году женился (остался вдовцом в 2015 году), двое детей, один из которых — Уильям Браудер, внуки.